# Letecký výrobce

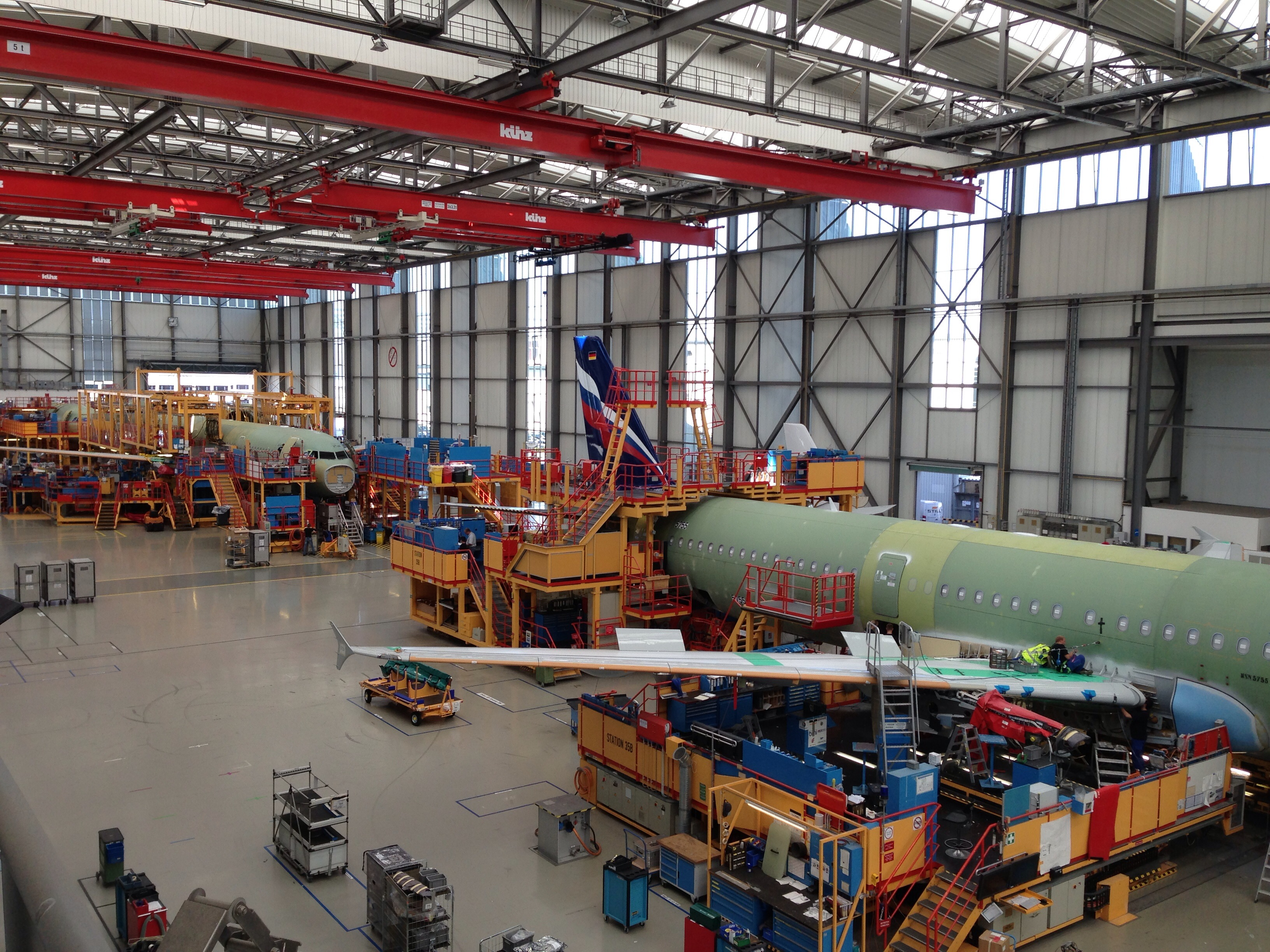
Finální montáž letounů Airbus A321 v Hamburku

Letecký výrobce je společnost nebo jednotlivec zapojený do různých stránek konstrukce, stavby, testování, prodeje a údržby letadel nebo jeho částí, ale také raket, protiletadlových střel nebo kosmických lodí.
Dříve tyto byly tyto firmy v mnoha případech vertikálně integrované, a vyráběly jak draky tak i letecké motory, což však po začátku výroby proudových letadel v 50. letech 20. století prakticky již není možné.
Vzhledem ke složitosti moderních letadel zaměstnávají výrobci letadel vysoce kvalifikované pracovníky v mnoha oborech, od strojírenství až po odborníky na elektrická zařízení. Ve stále větší míře jsou zaměstnáváni také softwaroví experti.
Velcí výrobci letadel zaměstnávají v některých případech více než 30 000 zaměstnanců. Mají celou síť dodavatelů, zajišťující dodávky komponentů. Výrobci letadel jako Boeing a Airbus zadávají vývoj celých sekcí mnoha dodavatelům. Při vývoji nových strojů tak i dodavatele pomáhají nést případné finanční riziko.
Už Otto Lilienthal vyráběl a prodával svůj kluzák Normalsegelapparat. Prvním komerčně úspěšným výrobcem letadel byl v roce 1909 Louis Blériot, s přibližně 800 prodanými stroji typu Blériot XI.
V Evropě působí výrobci jako Airbus Group, BAE Systems, Thales, Dassault, Saab AB a Leonardo-Finmeccanica. V Rusku jsou to Oboronprom, Sjednocená letecká korporace (zahrnující Mikojan-Gurevič, Suchoj, Iljušin, Tupolev, Jakovlev a Irkut, Berijev).
Důležitými místy výroby civilních letadel na světě jsou Seattle, Wichita, Kansas, Dayton, Ohio a St. Louis v USA (Boeing), Montréal a Toronto v Kanadě (Bombardier, Pratt & Whitney Canada), Toulouse ve Francii a Hamburk v Německu (Airbus, EADS), severozápad Anglie a Bristol v Británii (BAE Systems, Airbus a AgustaWestland), Komsomolsk na Amuru a Irkutsk v Rusku (Suchoj, Berijev), Kyjev a Charkov na Ukrajině (Antonov), Nagoja v Japonsku (Mitsubishi Heavy Industries Aerospace a Kawasaki Heavy Industries Aerospace), stejně jako São José dos Campos v Brazílii (Embraer).